# ورخوتووی یانوویتسه
ورخوتووی یانوویتسه (به لاتین: Vrchotovy Janovice) یک منطقهٔ مسکونی در جمهوری چک است که در شهرستان بنشوف واقع شده‌است. ورخوتووی یانوویتسه ۲۴٫۹٫ کیلومتر مربع مساحت و ۹۳۶ نفر جمعیت دارد و ۴۴۸ متر بالاتر از سطح دریا واقع شده‌است.